# Роза Бонер
Роза Бонер (фр. Rosa Bonheur, повне ім'я Марі́-Розалія Бонер, фр. Marie-Rosalie Bonheur; 16 березня 1822, Бордо — 25 травня 1899, Томері) — французька художниця, скульпторка, архітектурна креслярка, одна з найвизначніших анімалісток XIX століття.

## Життєпис

### Походження і становлення (1822—1848)
Роза Бонер народилася 16 березня 1822 року в місті Бордо найстаршою дитиною в родині художників. Її мати Софі Бонер (1797—1833), до шлюбу Маркіс, викладачка фортепіано, померла, коли Розі було 11 років. Батько, Оскар-Раймон Бонер, художник-пейзажист та портретист, заохочував художні таланти дітей, був першим і єдиним учителем Рози. Попри єврейське походження, сім'я Бонер дотримувалася сенсімонізму, християнсько-соціалістичної течії, яка сприяла освіті жінок нарівні з чоловіками. Її молодша сестра, Жульєтт, також стала художницею, з двох братів Оґюст (1824—1884) став художником-пейзажистом і анімалістом, а Ісидор-Жуль, — скульптором. Дослідник Френсіс Гальтон навів Бонер як приклад «Спадкового генія» в своєму однойменному есе 1869 року.
Сім'я Бонер переїхала в Париж 1828 році. За сімейним свідченнями, Роза була неслухняною дитиною і їй важко було вчитися читати. Перш ніж почати говорити, вона малювала олівцями по кілька годин на день. Мати вчила її читати й писати, просила вибирати і малювати різних тварин для кожної літери алфавіту. Саме цим урокам читання художниця приписувала свою любов до малювання тварин.
Через неслухняність Розу виключали з декількох шкіл. Після невдалого учнівства у швачки у віці 12 років батько вирішив навчати її художньому ремеслу. Він заохочував інтерес доньки до малювання тварин, приносячи живих тварин у студію сім'ї для вивчення.
Дотримуючись традиційної навчальної програми художньої школи того часу, Бонер почала навчання, копіюючи зображення з книг для малювання і змальовуючи гіпсові моделі. Вона досліджувала домашніх тварин, зокрема коней, овець, корів, кіз, кролів та інших тварин на пасовищах в околицях Парижа, на відкритих полях Вільє біля Леваллуа-Перре і Булонського Лісу. У 14 років Роза почала копіювати картини в Луврі. Серед її улюблених художників були Нікола Пуссен і Рубенс, але вона також робила копії Паулюса Поттера, Франса Пурбуса молодшого, Луї Робера, Сальватора Рози і Карела Дюжардена.
Брнер вивчала анатомію й остеологію тварин на скотобійні в Парижі і в Національному ветеринарному інституті в Парижі. Там вона підготувала детальні етюди, які пізніше використала для своїх картин і скульптур. У цей період вона подружилася з батьком і сином, анатомами і зоологами, Етьєном Жоффруа Сент-Ілером і Ісідором Жоффруа Сент-Ілером.
У 19 років Роза Бонер вперше виставила картини на паризькому салоні 1841 року. Згодом, 1845 року, на салоні вона здобула медаль третього класу. А 1848 року здобула першу медаль за картину «Воли й бики в Канталі» (фр. Boeufs et taureaux, race du Cantal), що дозволило їй отримати державне замовлення на 3000 франків на картину «Оранка в Ніверні».

### Пік творчості (1849—1880)

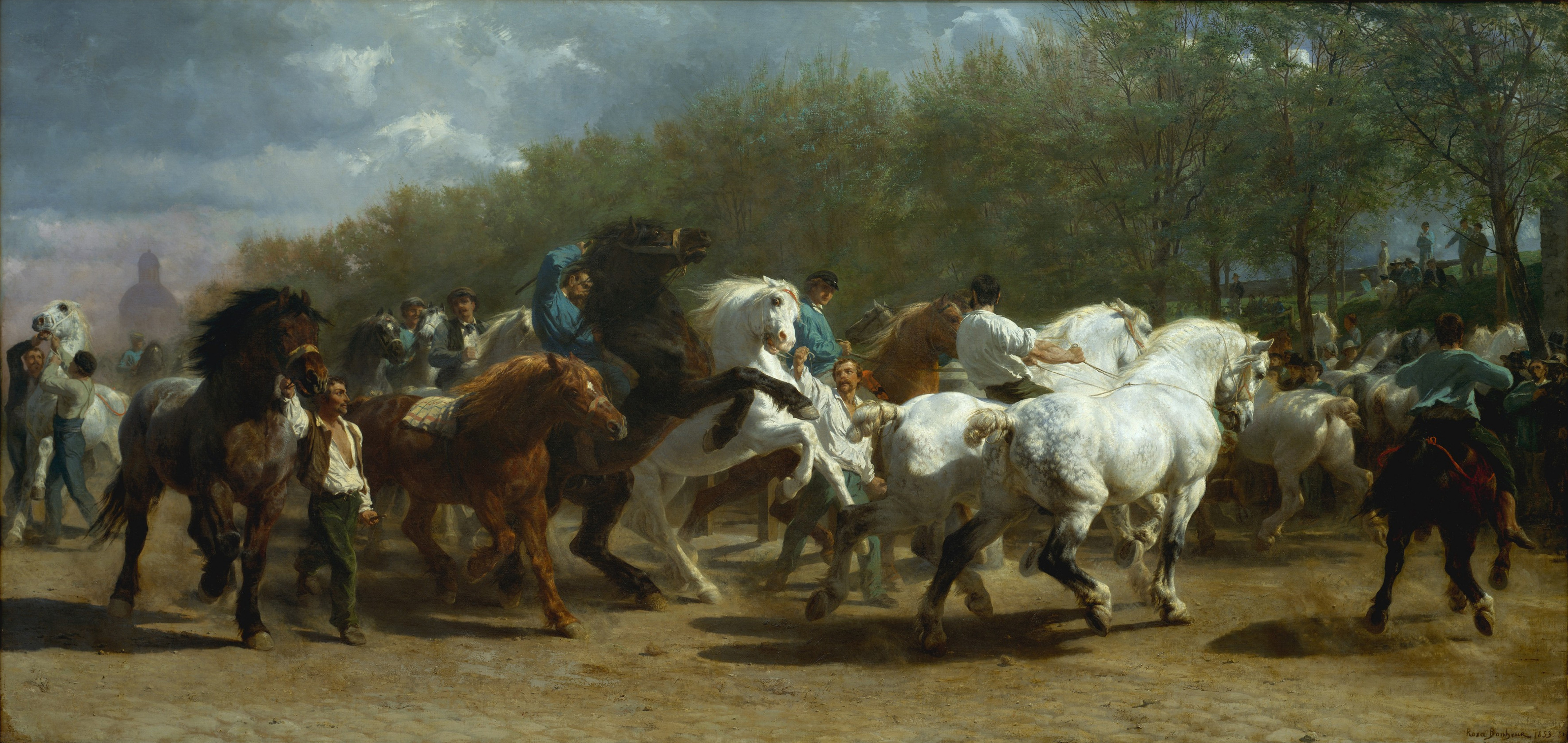
Ярмарок коней (картина). 1852—1855, полотно, олія

Першим великим успіхом стала картина «Оранка в Ніверні», написана 1849 року на замовлення уряду Франції і виставлена того ж року на паризькому салоні, яка здобула Першу медаль. Найвідоміша робота Бонер, монументальна картина «Ярмарок коней», завершена 1855 року, мала розміри 244,5 × 506,7 см. На ній зображено кінний ринок, розташований на бульварі Опіталь у Парижі, недалеко від шпиталю Сальпетрієр, який видно на задньому плані. Її зменшена версія зберігається в Національній галереї в Лондоні. Ця робота принесла Бонер міжнародну славу і визнання. Того ж року, в поїздці в Шотландію, вона зустріла королеву Вікторію, яка захоплювалася роботою художниці. У Шотландії Бонер робила начерки до пізніх робіт, зокрема до картини «Високогірний пастух» (1859) і «Шотландського рейду» (1860). Ці твори зображують спосіб життя на шотландському нагір'ї, зниклий за сторіччя раніше.
Після смерті батька в березні 1849 року Бонер зайняла його викладацьке місце у Вільної імператорської школи малювання для юних леді (безкоштовної школи малювання для дівчаток), де пропрацювала до 1860 року. «Дотримуйтесь моїх порад, і я зроблю з вас Леонардо да Вінчі в спідницях», — часто казала вона своїм ученицям.
Між 1856 та 1867 роками Бонер не виставлялася в Салоні, всі її твори розпродавалися заздалегідь. «Ми завжди щиро шанували талант мадемуазель Рози Бонер», — писав Теофіль Готьє того року, «з нею немає потреби бути галантним; вона серйозно займається мистецтвом і [вона] може розглядатися [нарівні з чоловіками».
1859 року успіх Бонер дозволив їй переїхати в замок Бю, поблизу Фонтенбло, де вона прожила все життя і де нині міститься музей, присвячений їй. За проєктом архітектора Жуля Солньє в маєтку побудовано велику майстерню і загороду для тварин. В загороді в різний час утримували биків, коней, муфлонів, оленів, ланей, кабанів, баранів та інших тварин, які служили натурою для робіт художниці.

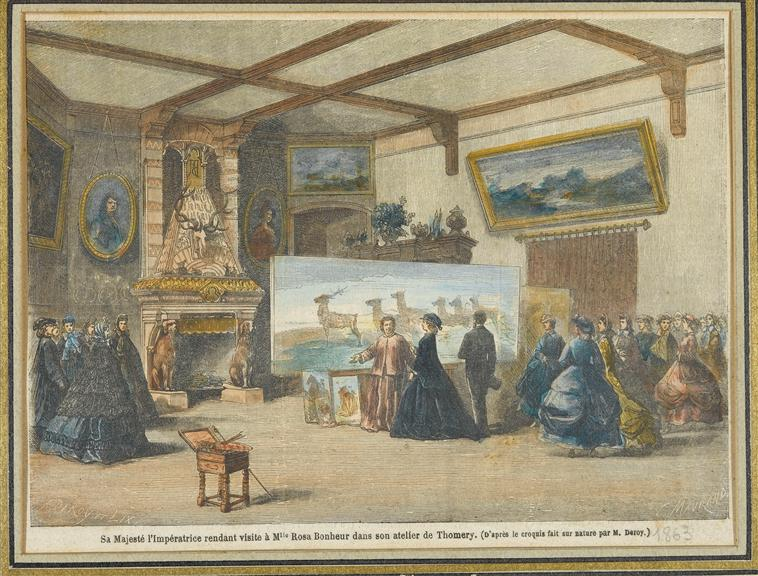
Імператриця Євгенія відвідує Розу Бонер в її ательє. Малюнок, 1863

1864 року імператриця Євгенія несподівано відвідала її, запросивши Бонер на обід з Наполеоном III. Результатом цього візиту стала гравюра на дереві за малюнком Оґюста Віктора Дероя (1825—1906), що зберігається в палаці Фонтенбло. Імператриця повернулася наступного року, 10 червня 1865 року, щоб вручити Бонер офіцерський хрест ордена Почесного легіону, що зробило Розу Бонер першою з художників, відзначених цією нагородою.
На Всесвітній виставці 1867 року Бонер виставила 10 картин.
Франко-прусська війна 1870 року вразила Бонер. Вона запропонувала мерові Томері зібрати батальйон і вирушити з ним на війну, але чиновник відхилив цю пропозицію. Тоді Бонер надала свій маєток під пункт прийому поранених і біженців.

### Останні роки (1881—1899)

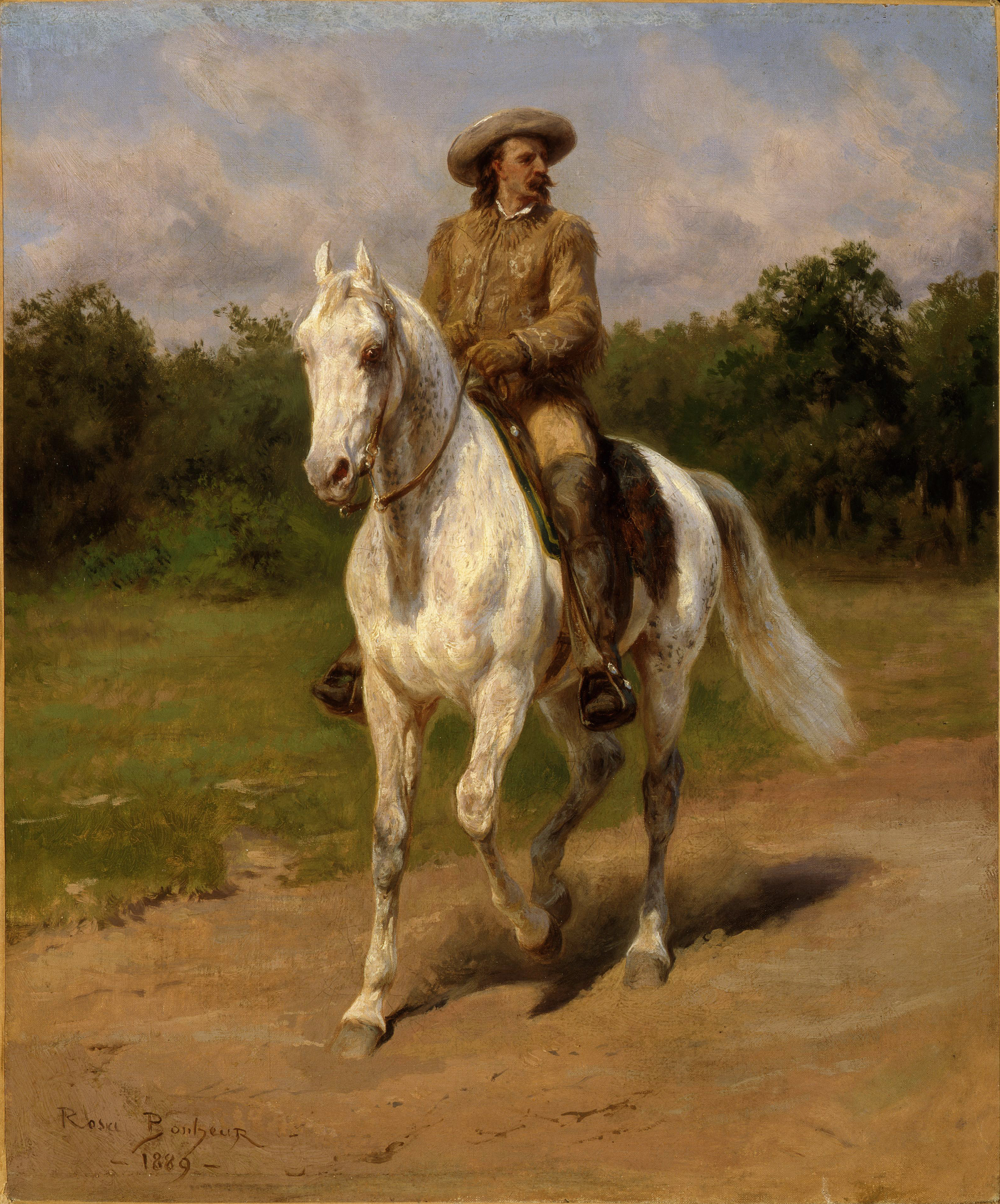
Баффало Білл. 1889, полотно, олія.

Після Всесвітньої виставки 1889 року в Парижі Бонер запросила Баффало Білла в свій маєток у відповідь на його запрошення стати резиденткою шоу «Дикий Захід». Під час його перебування Бонер зробила підготовчі ескізи для його портрета. Згодом між ними виникла міцна дружба.
Бонер виставляла свої роботи в Палаці мистецтв та в павільйоні Жінки на Всесвітній виставці 1893 року в Чикаго. Хоча вона була популярнішою в Англії, ніж у рідній Франції, 1865 року Імператриця Євгенія нагородила її офіцерським хрестом ордена Почесного легіону, а 1894 року вона стала першою художницею-офіцером Ордена.

#### Смерть

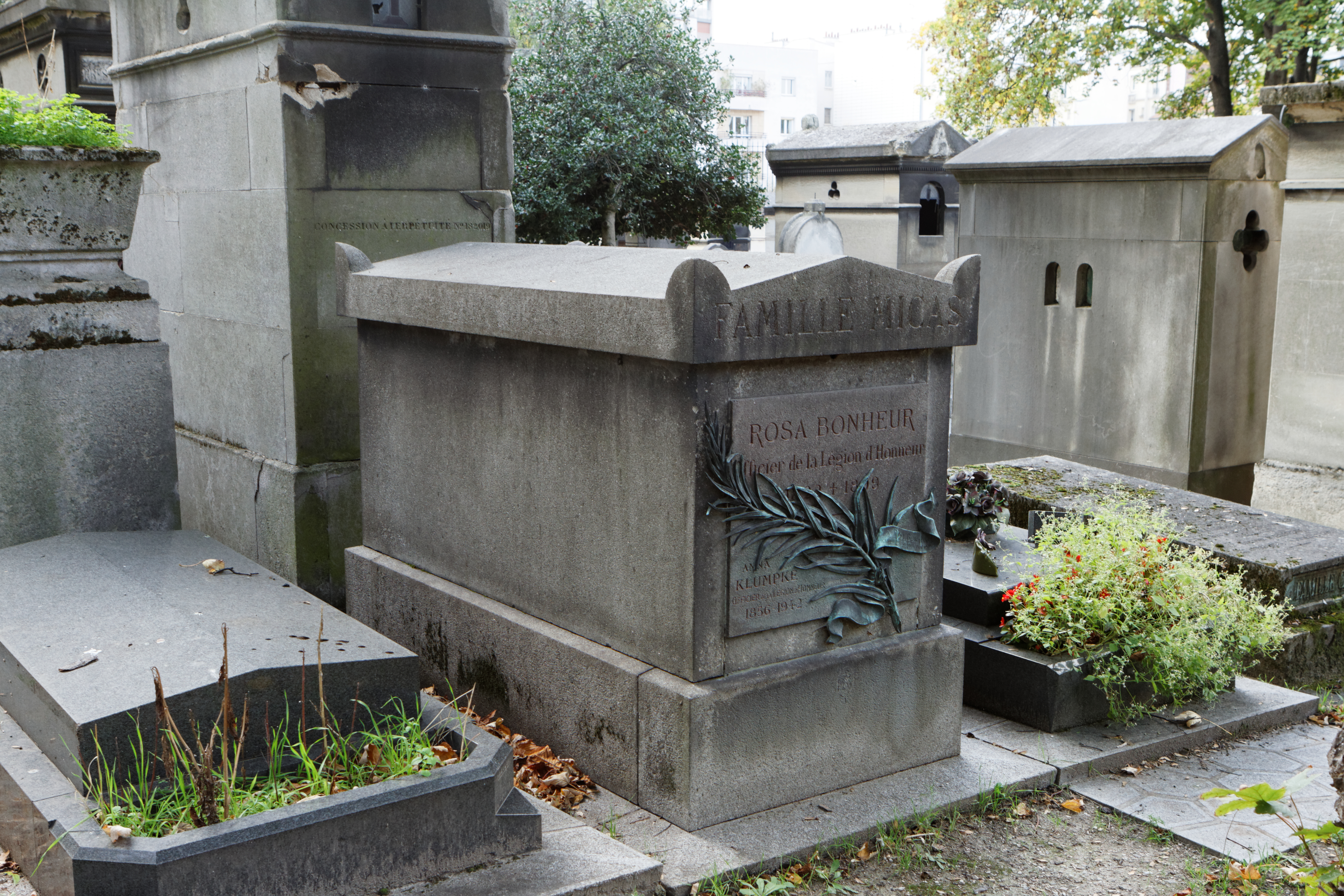
Надгробок на могилах Рози Бонер, Анни Клюмпке та Наталі Міка. Париж, кладовище Пер-Лашез.

Під час прогулянки в лісі Роза Бонер застудилася і захворіла запаленням легенів. Через два дні, 25 травня 1899 року, вона померла у віці 77 років в Томері. Похована в Парижі на кладовищі Пер-Лашез, поруч з Наталі Міка (1824—24 червня 1889). Пізніше поруч з ними була похована Анна Клюмпке.

## Особисте життя
У той час жінки часто неохоче здобували художню освіту і, ставши успішною художницею, Бонер своїм прикладом популяризувала художнє ремесло серед жінок.
Бонер можна розглядати як «нову жінку» XIX століття. Вона відома носіння чоловічого одягу, пояснювала свій вибір штанів їхньою практичністю під час роботи з тваринами. Була відкритою лесбійкою, за життя мала двох партнерок. З 12-річною Наталі Міка, познайомилася ще 1837 року, в 14. Вони прожили разом більше 40 років, до смерті Наталі Міка. Пізніше Бонер була в стосунках із американською художницею Анною Елізабет Клюмпке. У той час, коли лесбійство розцінювалося більшістю французького суспільства як ненормальність, відвертість Бонер щодо її особистого життя була новаторською.
У світі, де гендерне вираження буквально контролювалося, Роза Бонер подолала межі, вирішивши носити брюки, сорочки й краватки. Вона робила це не тому, що хотіла бути чоловіком, хоча іноді називала себе онуком чи братом, коли говорила про сім'ю, а швидше ототожнювала себе з силою і свободою, відведеними для чоловіків. Носіння чоловічого одягу давало Бонер почуття ідентичності, дозволяючи відкрито показати, що вона відмовлялася відповідати соціальній будові гендерного бінарного суспільства. Ця поведінка також транслювала її сексуальність тоді, коли лесбійський стереотип складався з жінок, які підстригали волосся, носили штани й палили. Роза Бонер робила все це. Бонер ніколи прямо не говорила, що вона — лесбійка, але її спосіб життя і те, як вона говорила про своїх партнерок, свідчили про це, хоча деякі автори заперечували факти.

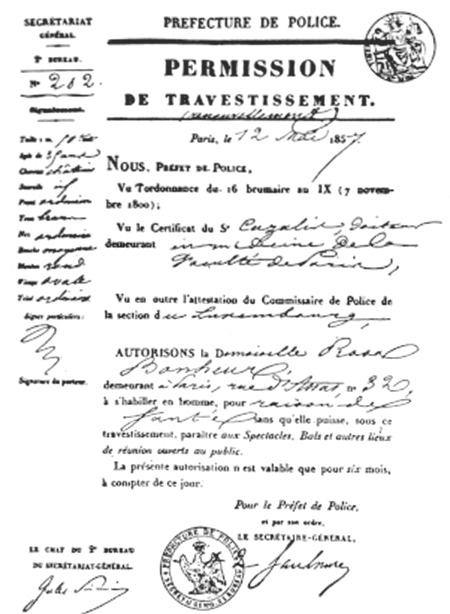
Дозвіл на переодягання Рози Бонер, 1857

За законом від листопада 1800 року жінкам не дозволялося носити штани, і Роза Бонер мала попросити дозвіл на переодягання, який кожні шість місяців мусила продовжувати в префектурі поліції Парижа.

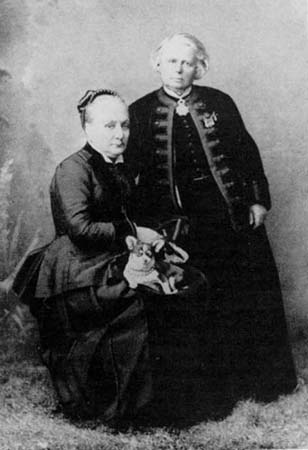
Роза Бонер та Наталі Міка, 1882, Ніцца

Бонер, отримуючи задоволення від занять, зазвичай притаманних чоловікам, таких як полювання і паління, розглядала свою жіночність як щось, що значно перевершує все, що чоловік міг запропонувати або спробувати. Вона вважала чоловіків дурними і згадувала, що єдиними чоловіками, на яких вона мала час або увагу, були бики, яких вона малювала.
Маючи намір ніколи не бути додатком до чоловіка в плані живопису, вона вирішила, що стане власним босом і замість цього зможе спиратися на себе і своїх партнерок. Її партнерки брали на себе турботу про сімейне життя, тоді як Роза мала роль годувальника. Спадщина Бонер проклала шлях для інших лесбійок, які не схвалювали життя, пропоноване для них суспільством.

## Спадщина
Бонер представляв арт-дилер Ернест Гамбар (1814—1902), який вперше привіз її роботи в Сполучене Королівство 1855 року. Пізніше він придбав права на відтворення її робіт. Багато гравюр роботи Бонер створено за репродукціями Чарлза Джорджа Льюїса (1808—1880), одного з кращих граверів того часу.
Багато з її картин, які раніше не показувались публічно, продано на аукціоні в Парижі 1900 року. Одну з її робіт, «Монархи лісу», продано на аукціоні 2008 року трохи більше ніж за 200 000 доларів США.
Разом з іншими художниками-реалістами XIX-го століття Бонер була не в «моді» протягом більшої частини XX століття, і 1978 році критик сказав, що картина «Оранка в Ніверні» «повністю забута і рідко повертається із забуття». Того ж року вона увійшла в серію картин, відправлених французьким урядом у Китай для виставки під назвою «Французький пейзаж і селянин, 1820—1905». Відтоді інтерес до робіт Бонер дещо зріс.

## Нагороди
Художницю нагороджено офіцерським хрестом ордена Почесного легіону.

## Пам'ять
- На честь Рози Бонер названо кратер на Венері.
- 1909 року в її будинку відкрито меморіальний музей — Ательє Рози Бонер[fr].

## Галерея

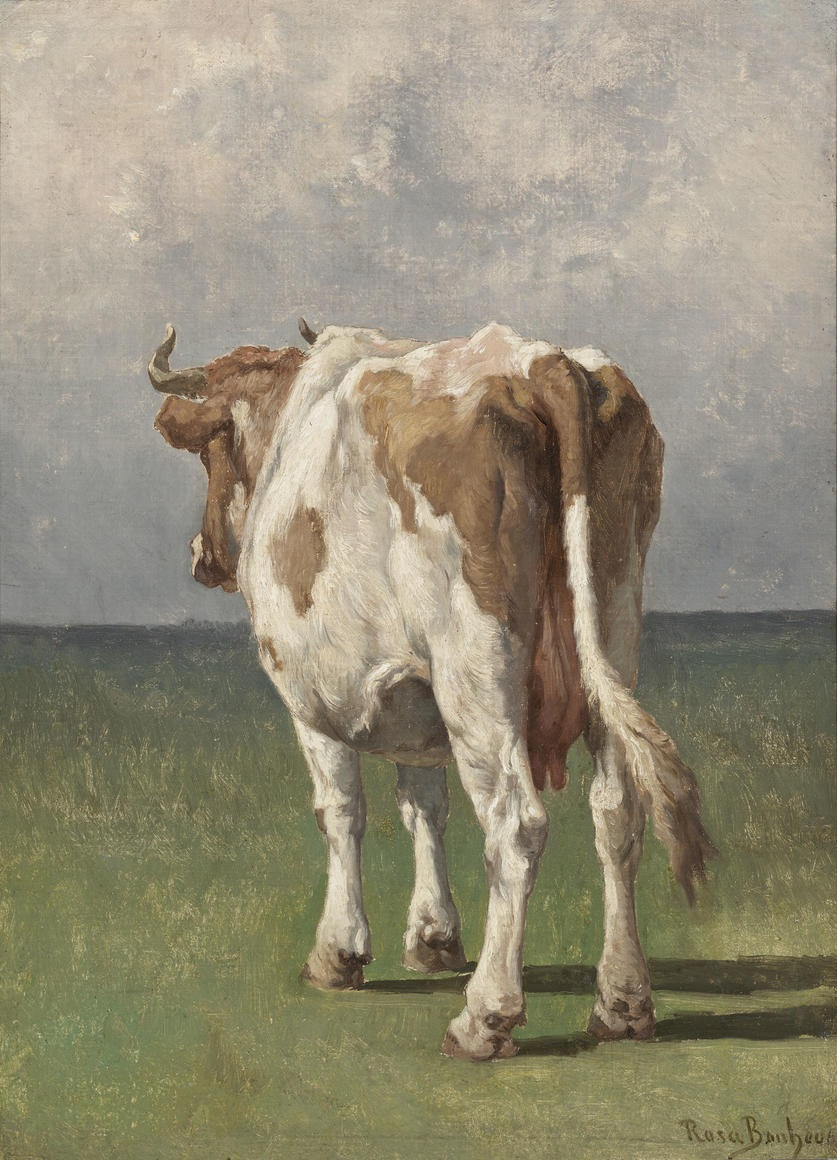
Етюд із зображенням корови (бл. 1840)
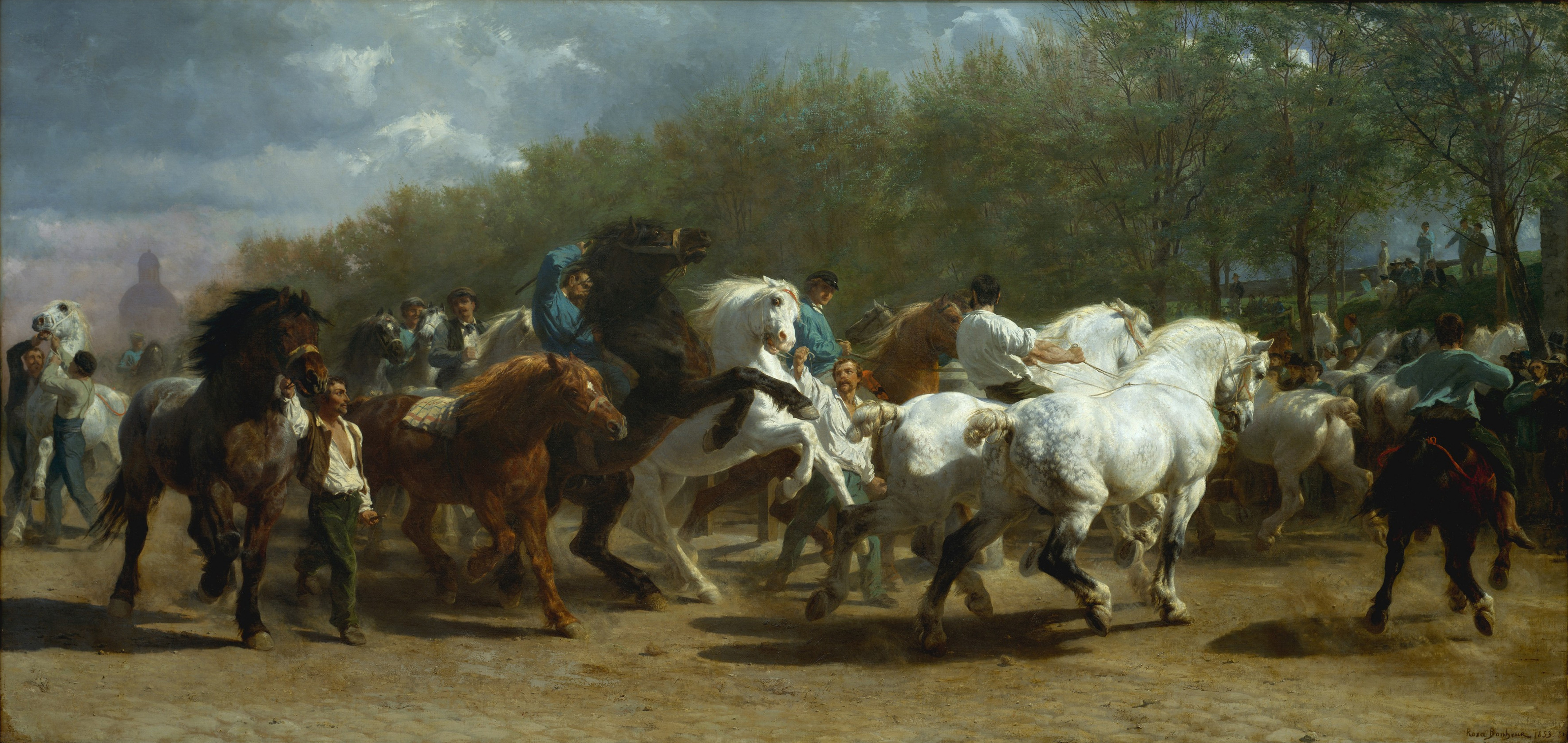
Ярмарок коней 1835 року (1853)
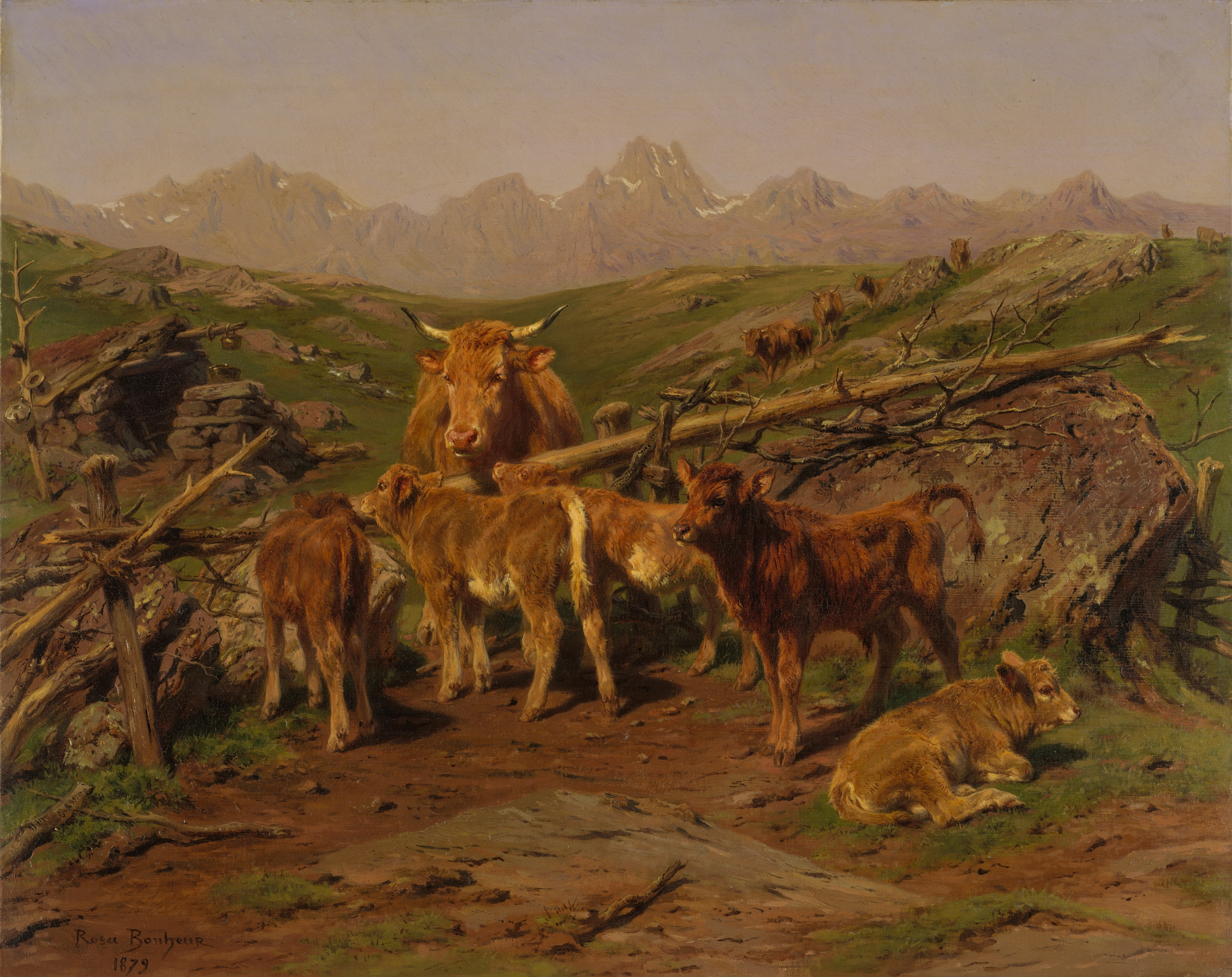
Телята (1879)
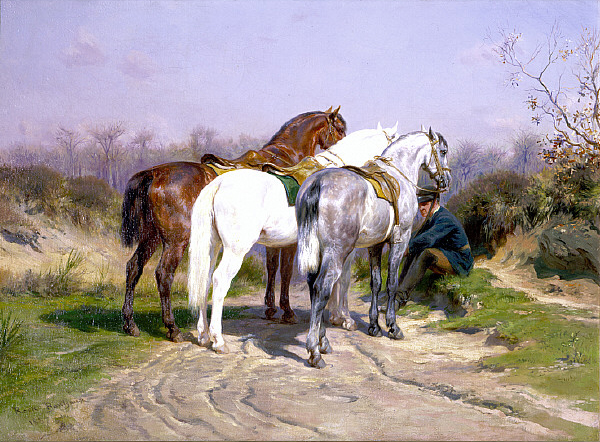
На полюванні (1887)
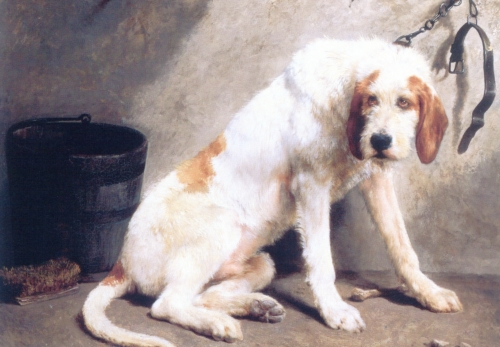
Великий вандейський гриффон (1880-і)
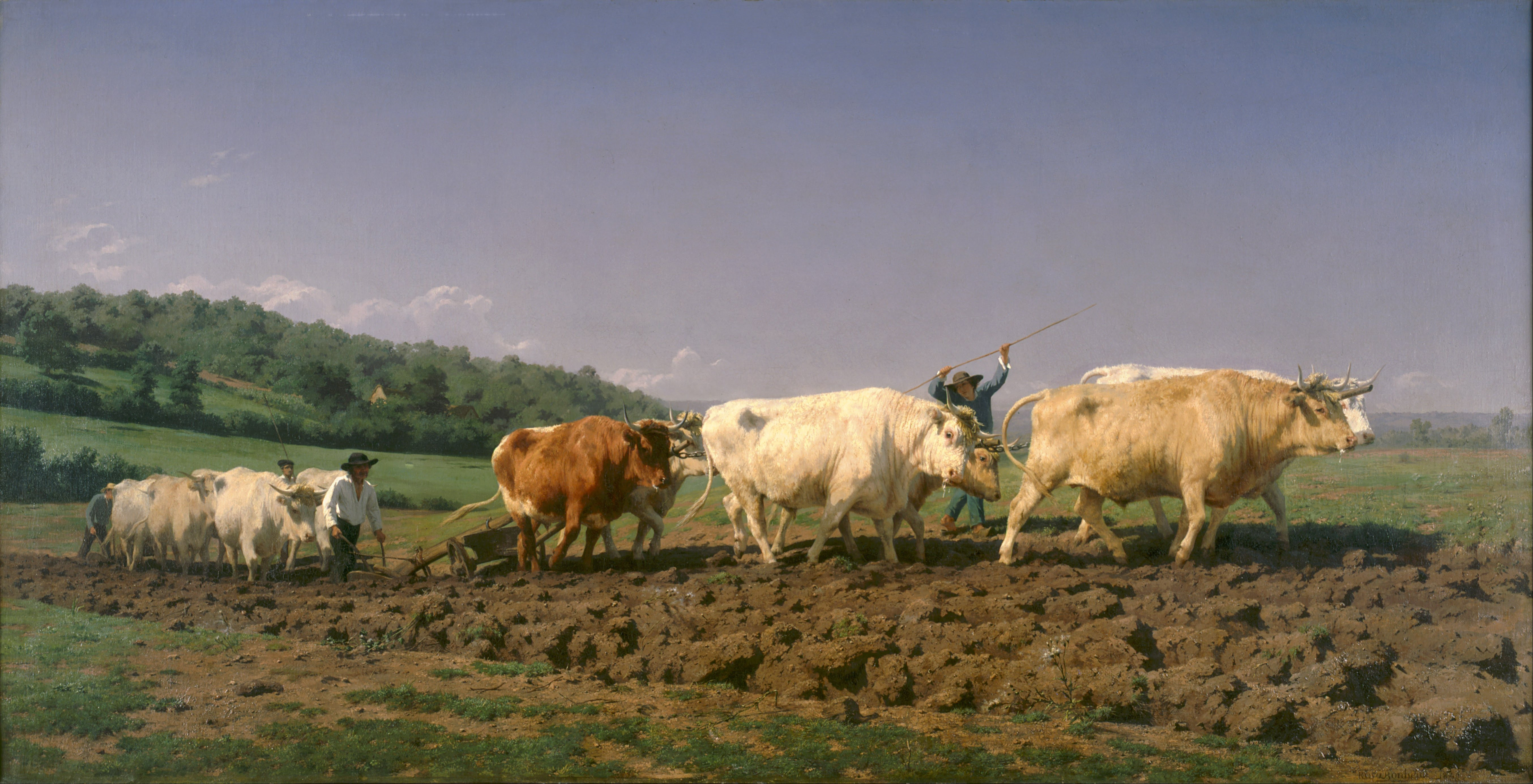
Оранка в Ніверні. 1849